# リングの魂
『リングの魂』（リングのたましい）は、1994年4月4日から2000年4月1日までテレビ朝日系で放送された、プロレスや総合格闘技などを主な題材としたスポーツバラエティ番組である。通称「リン魂」（リンたま）。南原清隆にとっては本格的な単独出演最初の番組となった。

## 概要
プロレス・格闘技について、様々な角度でスポットを当てていた。いわゆる格闘技バラエティーの元祖で当初はプロレスラーをまるで芸人のように扱う企画や、当時まだ総合格闘技自体が一般的には詳しく知られていない中でUFCなどを紹介する企画、関節技など格闘技の技をプロが解説をしていたが、後半はお笑い芸人の柔道王を決める企画などタレントが格闘技をする番組に変わっていった。佐々木健介・北斗晶の結婚の際には、両者の結納がそのまま放送された。
「プロレスバカ」と呼ばれた時期の剛竜馬を始めとして、本番組への出演を契機に全国的な知名度を獲得したプロレスラーも多い。神取忍の「ミスター・女子プロレス」、ダイナマイト・関西の「よっ！男前発見！」という異名も、この番組が発端である。
番組内で南原がツッコミとしてアニマル浜口の頭を何度か叩くシーンがあった。その事を当時『週刊プロレス』編集長だったターザン山本が、自身の連載エッセイ「ザッツ・レスラー」の中で「それをやっちゃおしまいだよ！」などと批判し、討論企画で南原にチョークスリーパーを掛け、大声援を浴びた。なお、後に両者は和解している。

## 出演者
- 南原清隆（ウッチャンナンチャン）
- 石黒賢（～1994年9月まで）
番組開始から南原と一緒に出演。俳優業が多忙となりわずか半年で降板したが、南原との息の合ったコンビは視聴者から好評を得ていた。
- 高井正憲（テレビ朝日アナウンサー）
ナレーション担当で、本人も不定期に出演。

### 主な準レギュラー
- 勝俣州和
熱烈な橋本真也ファンであり、番組当初から色々な企画によく出ており、最終回には勝州力と名乗り番組企画の「J-1（芸能界柔道王決定戦」）に参戦しようとするが、その前に終了した。
- 浅草キッド
番組初期から中期の準レギュラー。トークだけで対決する企画・文化人プロレスでは水道橋博士が北斗晶に肋を折られた。後に『格闘コロシアム』（テレビ東京）や『SRS』（フジテレビ系列）といった格闘技番組の司会を務める。
- ダチョウ倶楽部
初期からの準レギュラーで、よく新デスマッチの実験台を務めていた。
- 大槻ケンヂ
初期の準レギュラー。スプラッター大賞の時には突如登場したレザーフェイスが振り回すチェンソーに大声でビビリまくっていた。
- 関根勤
初期から中期の準レギュラー。輪島功一の物真似をよくしていた。またUFC特集の際に佐山聡にスリーパーを掛けられ「顎を油圧式エレベーターでぐぅうっと上げられる感じ」と語っていた。

## 放送時間
| 期間                          | 放送時間 (JST)               |
| ----------------------------- | ---------------------------- |
| 1994年04月4日 - 1995年3月27日 | 月曜日 23:25 - 23:55（30分） |
| 1995年04月2日 - 1995年9月24日 | 日曜日 24:45 - 25:15（30分） |
| 1995年10月1日 - 1997年3月30日 | 日曜日 25:00 - 25:30（30分） |
| 1997年04月5日 - 1997年9月27日 | 土曜日 24:58 - 25:28（30分） |
| 1997年10月4日 - 1999年3月27日 | 土曜日 25:11 - 25:40（29分） |
| 1999年04月3日 - 2000年4月01日 | 土曜日 24:40 - 25:11（31分） |

## 企画
芸能界柔道王決定戦
若手芸人を集め柔道No.1を決める。番組後期のメイン企画ともいえる。
猿岩石・北京ゲンジ・グレートチキンパワーズ・ジョーダンズ・ジャリズム・よゐこ・雨上がり決死隊・ナインティナイン・ガレッジセール・つぶやきシロー・内山信二・松本ハウス・キャイ〜ン・千原兄弟・春一番などが出場。
各自入場テーマ曲があり、一部の芸人は入場時にプロレスラーのコスプレを行っていた（千原兄弟=ザ・ファンクス、大木淳（ビビる）=ジャンボ鶴田、宮迫博之（雨上がり決死隊）=グレート・ムタ、渡辺鐘（ジャリズム）=天龍源一郎、有野晋哉（よゐこ）=スーパー・ストロング・マシン、濱口優（よゐこ）=アニマル浜口、ゴリ（ガレッジセール）=スタン・ハンセン）。
後期はK-1にならって後にJ-1という大会名に改められた。また徐々に出場芸人内に派閥ができ、「J-1正規軍」VS「JFO」という対立構図も出来上がる。最終回はこの企画が放送された。
WRESTLINGCASINO
芸人、プロレスラー、スポーツ選手らを書いた5枚のカードで相撲で対決。5回戦で先に3勝した方が勝利。誰を出すかの心理戦が肝となっている。
プロレス○○大賞
No.1ラリアット使いを決めるラリアット大賞やレスラーとしての悪役っぷりを競うヒール大賞、キレっぷりを競うアドレナリン大賞や、No.1マイクアピールを競うマイクアピール大賞、空中技の難易度や華麗さを競う空中殺法大賞、テーマ曲大賞などが放送された。ラリアット大賞は長州力、ヒール大賞は安生洋二、アドレナリン大賞は前田日明、空中殺法大賞はザ・グレート・サスケのサスケスペシャル1号（タイガーマスクとミル・マスカラスは殿堂入りのため選考対象外）、テーマ曲大賞は長州の「パワーホール」が受賞。
討論企画
放送当時に話題になったプロレス界の出来事を2つのグループに分けて徹底討論する企画。「ここが変だよ大仁田厚」では大仁田のパフォーマンスに対する賛成派・反対派が激論を交わした。また「小川直也VS橋本真也」も小川派、橋本派に分かれてどちらが勝つかを徹底討論した。
Numberer（ナンバラー）
一人のプロレスラーに焦点を当て、その魅力を南原がトークで引き出していく硬派企画。全日時代の三沢光晴が登場した時は大きな話題となった。人以外にも、プロレス技などにも焦点を当て、科学的にその効果を検証する回もあった。この流れは後の番組『NANDA!?』に引き継がれている。
○○と○○づくしを食べよう
格闘家・プロレスラーをゲストに呼び、その人の名にちなんだ食べ物を食べながらトークする企画。「アンディ・フグと河豚を食べたい」という思いから実現し、総合格闘家のキモ・レオポルド と「キモと肝を食べよう‼」や女子プロレスラーの渡辺智子と「ナベと鍋を食べよう」や柔術家のホイス・グレイシーと「ホイスとライスを食べよう‼」や空手家のフランシスコ・フィリォと「フィリオとヒレを食べよう ‼」や総合格闘家のジェラルド・ゴルドーと「ゴルドーとボルドーを飲もう ‼」や桜庭和志と「サクとサクラ尽くしを食べよう」などとシリーズ化した。
かけられず嫌い王
芸人がかけられるのが嫌いなプロレス技を見抜く企画。
AV監督藤原に密着
『オレが藤原だ！』（日本ビデオ販売）でAV監督デビューした藤原喜明の濡れ場に潜入。

## ビデオソフト
共に東芝EMIより1996年3月6日に発売。
- リングの魂 リンたま完全攻略法その一（TOVH-1290）
- リングの魂 リンたま完全攻略法その二（TOVH-1291）

## 備考
- 番組の初回で、題字を大山倍達に依頼したが、その際大山が誤って「リンガの魂」と書いてしまった[1]。
- 初回においては、南原と石黒が各プロレス団体に挨拶回りを行う企画を放送。その際、最後に2人が立ち寄ったのは、当時テレビ局の関係を含め「鎖国」と言われた時代の全日本プロレスの事務所だった。2人は事務所のスタッフに対面することはなかったが、「決してふざけた番組ではありません」「機会があればぜひ出演を」といった旨の手紙を、事務所の郵便受けに投函していった。前述の「Numberer」での三沢の出演は、その願いがようやく実現した格好となった。
- 番組エンディングではテレビ朝日同時ネット放送分のみ各プロレス・格闘技団体の結果速報が流れた。
- 関西地区では、当初は朝日放送で放送されていたが、後に打ち切り。それ以降はKBS京都で放送されていた。
- 南原の相方・内村光良も何度か出演している。

## 橋本真也スペシャル
2005年8月20日深夜に一晩限りの限定復活で、急逝した橋本真也の追悼企画番組として生放送された。「しんみりやるのは橋本に似合わない、明るく楽しく追悼をやろう」とし、過去の試合映像や出演者による橋本がらみの爆笑トーク、さらには橋本がかつて雑誌に掲載した下ネタの数々を大暴露などが繰り広げられ、涙一つ無いカラッとした追悼番組となった。番組後半は橋本本人がベストバウトと認めた1996年4月29日の対高田延彦戦と、橋本が人生を賭けた2000年4月7日の対小川直也戦を完全放送し、最後は南原が橋本への追悼文を読み、テーマ曲「爆勝宣言」をバックに橋本コールを叫びながら『スポコン!』番組内で集められた折り鶴をテレビ朝日のロビーに敷き詰めた映像が映し出された。ゲストとして闘魂三銃士時代の盟友・蝶野正洋と、武藤敬司の扮装をした神奈月、そして橋本の大ファンの勝俣州和とビビる大木が出演。

## 主題歌
オープニングテーマ
- Rain（松田樹利亜）
- 抱きしめたいもう一度（BAAD）
- 少し自惚れて（Melody）
- Freeze My Love（GLAY）
- SPARK（LAZY KNACK）
- みつめる愛で（SING LIKE TALKING）
- 超敏感に抱いてくれよ（SHY BLUE）
- BLIND LOVE（PAMELAH）
- Who's gone?（THE BIG BAND!!）
- 今すぐ逢いたい抱きしめたい（ROLL DAYS）
- タチムカウ -狂い咲く人間の証明-（筋肉少女帯）
- 逢いたいよDarlin'（渡辺忠士）
- CONFIDENCE（PAMELAH）
- KICK!（千聖）
- しあわせのかたち（Khasi）
- 壊れたエンジン（THE MODS）
- 僕の自転車（清水弘貴）
- ハイチーズ（スキップカウズ）
- fed up!（LOOP THE LOOP）
- 罪と罰（THE HIGH-LOWS）
- 青い空（くるり）
- フラストレーション デッド モーニング（小島）
- God・Speed・You!!（ギターウルフ）

エンディングテーマ
- 気がつけば（MASAKI）
- ありがとう（谷口宗一）
- Feel My Love（原田克彦）
- や・ば・い（KENJIRO）
- JUMP（BOYO-BOZO）
- さよならは僕が言う（JIGGER'S SON）
- 涙のラスト・ダンス（清原タケシ）
- らしくないBlue Day（鈴里真帆）
- 君のあるがままを（FENCE OF DEFENSE）
- 瞳の中で眠るJELOUSY（沢村大和）
- ORANGE（media youth）
- 月の素顔（ROUAGE）
- Love is the Destiny（ROMANTIC MODE）
- 太陽（TSUNAMI）
- BUTTERFLY（SMILE）
- 眩しい夜（water）
- スロウ（GRAPEVINE）
- I will follow（THE PINK STOCKING CLUB BAND）
- 隼（the fantastic designs）
- Messenger（New Cinema 蜥蜴）

## スタッフ
- 企画：澤將晃（以前はプロデューサー→チーフプロデューサー）
- 構成：おちまさと、海老克哉、笹沼大、小西正晃
- 題字：大山倍達（極真会館）
- 技術協力：スウィッシュ・ジャパン、プログレッソ
- カメラ：田中祥嗣、中島浩司
- 映像：有田好嗣
- 音声：近藤良弘
- 照明：根建勝広
- 音効：河手康良
- 美術：黒目樹司
- 小道具：北村隆、石井周次
- スタイリスト：中谷東一
- メイク：大の木ひで（hidden）
- タイトル：安田達夫
- ＴＫ：船木玉緒、中里優子、満松美弥子
- 編集・ＭＡ：ビデオ・パック・ニッポン（須田正人、福地直美）
- 広報：上田めぐみ、松本実希子
- 資料提供：東京スポーツ新聞社、週刊ゴング、週刊プロレス、絆のプロレス
- 音楽協力：テレビ朝日ミュージック
- 制作協力：マセキ芸能社（田村正裕）、NAVI、マックスコム
- ディレクター：狩野正明、長尾真、高安義則、森下和光
- アシスタントプロデューサー：石丸裕一、緒方卓
- プロデューサー・ディレクター：加地倫三（後期からプロデューサー兼務・以前はディレクターのみ）
- プロデューサー：雪竹弘一（以前はディレクター）
- 制作著作：テレビ朝日